# Rajhorodok
Rajhorodok (ukrajinsky Райгородок, rusky Райгородок – Rajgorodok) je sídlo městského typu v Doněcké oblasti na Ukrajině. K roku 2023 měl přes 1000 obyvatel.

## Poloha a doprava
Rajhorodok leží na levém, západním břehu řeky Kazennyj Torec těsně nad jejím ústím do Severního Doňce (přítok Donu), který teče zhruba dva kilometry severovýchodně od Rajhorodku. Začíná zde přivaděč Severní Doněc – Donbas.
Od Doněcka, správního střediska oblasti, je Rajhorodok vzdálen přibližně 120 kilometrů severně. Bližším městem je Slovjansk přibližně dvanáct kilometrů jihozápadně.
Přes obec prochází železnice, zdejší zastávka na trati ze Slovjansku do Lymanu se jmenuje Sobolivka.

## Dějiny
Sídlem městského typu se Rajhorodok stal v roce 1938.